# Лунная афера (фильм)
«Лунная афера» (англ. Moonwalkers — «Гуляющие по Луне») — кинокомедия 2015 года французского режиссёра Антуана Бардо-Жаке на английском языке, обыгрывающая теорию «лунного заговора». 
Тэглайн: «Based on a true conspiracy theory».

## Сюжет
Действие происходит в 1969 году. Власти США пытаются обогнать СССР в реализации амбициозного проекта по высадке человека на Луну. У исполнителей космической программы возникают технические трудности, и силовики решают подстраховаться от провала, сфабриковав «запасные» съёмки высадки силами кинематографистов. В Лондон отправлен специальный агент ЦРУ Том Кидман, которому поручено встретиться с режиссёром Стэнли Кубриком и уговорить его на такую съёмку. Однако в поисках прославленного режиссёра Том связывается с мелким мошенником из околомузыкальных кругов Джонни, который понимает, что может заработать неплохие деньги, выдав за Кубрика своего приятеля Леона.
К удивлению Тома, «великий режиссёр» проводит съёмки в помещении порностудии, и никто из съёмочной группы и актёров, похоже, не понимает ответственности поставленной задачи, постоянно отвлекаясь от процесса и норовя выкурить очередной косяк. Однако агент продолжает надеяться, что его план удастся, и он сможет спасти родину от мирового позора.

## В ролях
| Актёр               | Роль                 |
| ------------------- | -------------------- |
| Рон Перлман         | Агент ЦРУ Том Кидман |
| Руперт Гринт        | Джонни Торп          |
| Роберт Шиэн         | Леон                 |
| Стивен Кэмпбелл Мур | Дерек Кэй            |
| Эрик Лёмпарт        | Глен                 |
| Кевин Бишоп         | Пол                  |
| Том Ауденарт        | Режиссёр Ренат       |
| Эрика Сент          | Элла                 |
| Джей Бенедикт       | Полковник Дикфорд    |
| Керри Шейл          | Мистер Уайт          |
| Джеймс Космо        | Доусон               |

## Прокат
| Оценки              | Оценки |
| Издание             | Оценка |
| ------------------- | ------ |
| The A.V. Club       | C-     |
| Chicago Sun-Times   | [ 3 ]  |
| Film.ru             | [ 4 ]  |
| New York Daily News | [ 5 ]  |
| The Washington Post | [ 6 ]  |
| Российская газета   | [ 7 ]  |

Мировая премьера фильма прошла в середине марта 2015 года в США в рамках секции Narrative Spotlight фестиваля South by Southwest. В сентябре 2015 года фильм также был представлен в международной конкурсной программе L'Étrange Festival во Франции, где был удостоен премии зрительских симпатий.
Права на распространение фильма были куплены в марте 2015 года компанией Alchemy. Фильм был выпущен в ограниченный кинопрокат 15 января 2016 года, также распространялся по схеме video on demand. 

### Реакция и критика
В отличие от фестивальных показов, при непосредственном прокате и распространении фильм получил преимущественно отрицательные отзывы профессиональной критики, а также не был коммерчески успешен, по крайней мере, в кинопрокате Европы и СНГ.